# Passaporto lettone
Il passaporto lettone (Latvijas pilsoņa pase) è un documento di identità rilasciato ai propri cittadini dalla Repubblica di Lettonia per i loro viaggi fuori dall'Unione europea e dallo Spazio economico europeo.
Vale come prova del possesso della cittadinanza lettone ed è necessario per richiedere assistenza e protezione presso le ambasciate lettoni nel mondo.

## Caratteristiche
Il passaporto lettone rispetta le caratteristiche dei passaporti dell'Unione europea. La copertina è di colore rosso borgogna con lo stemma nazionale al centro della copertina, e le scritte "EIROPAS SAVIENĪBA", "LATVIJAS REPUBLIKA" (sopra lo stemma) e la parola "PASE" in basso.
Nel passaporto biometrico (e-passport) compare anche l'apposito simbolo  

## Pagina di informazioni sull'identità
Il passaporto lettone include i seguenti dati:
- Foto del titolare del passaporto (Larghezza: 35mm, Altezza: 45mm; Altezza testa (fino alla sommità dei capelli): 34.5mm; Distanza dalla parte superiore della foto alla parte superiore dei capelli: 3mm)
- Tipo (P)
- Codice dello Stato che lo ha rilasciato (LVA)
- Numero di passaporto
- 1. Cognome
- 2. Nomi
- 3. Nazionalità
- 4. Altezza
- 5. Sesso
- 6. Data di nascita
- 7. Numero personale
- 8. Autorità (luogo di emissione)
- 9. Luogo di nascita
- 10. Data di rilascio
- 11. Firma del titolare
- 12. 13. Data di scadenza

La pagina di informazioni termina con la linea trasparente e la zona a lettura ottica.
Facoltativamente, il passaporto può anche includere informazioni sull'etnia del titolare del passaporto, i figli minorenni e il loro nome in diversa orografia (forma storica o forma originale in una lingua diversa).

## Lingue
La pagina dei dati/pagina informativa è stampata in lettone, inglese e francese.